# Aeroporto Internazionale di Teheran-Imam Khomeini
L'Aeroporto Internazionale Imam Khomeini (IATA: IKA, ICAO: OIIE), in persiano فرودگاه بین‌المللی امام خمینی ed internazionalmente noto con la sua designazione in inglese Imam Khomeini International Airport, è un aeroporto iraniano situato in prossimità dell'abitato di Soleymanabad, a circa 30 km a sud ovest di Teheran.

## Storia
Venne progettato per sostituire l'aeroporto Internazionale di Teheran-Mehrabad, sito nella zona ovest della città. La struttura è attualmente designata Imam Khomeini (Khomeyni) in onore dell'ayatollah Ruhollah Khomeyni, leader della Rivoluzione iraniana del 1979.

## Aeroporti di Teheran
- Aeroporto Internazionale di Teheran-Mehrabad